# نيكلاس إكلوند
نيكلاس إكلوند (بالسويدية: Niklas Eklund)‏ هو بواق سويدي، ولد في 1969 في غوتنبرغ في السويد.

## وصلات خارجية
- نيكلاس إكلوند على موقع ميوزك برينز (الإنجليزية)
- نيكلاس إكلوند على موقع أول ميوزيك (الإنجليزية)
- نيكلاس إكلوند على موقع ديسكوغز (الإنجليزية)